# James G. Baker

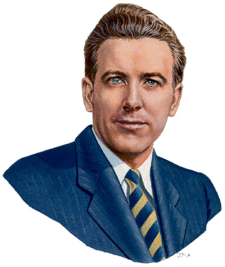
James G. Baker

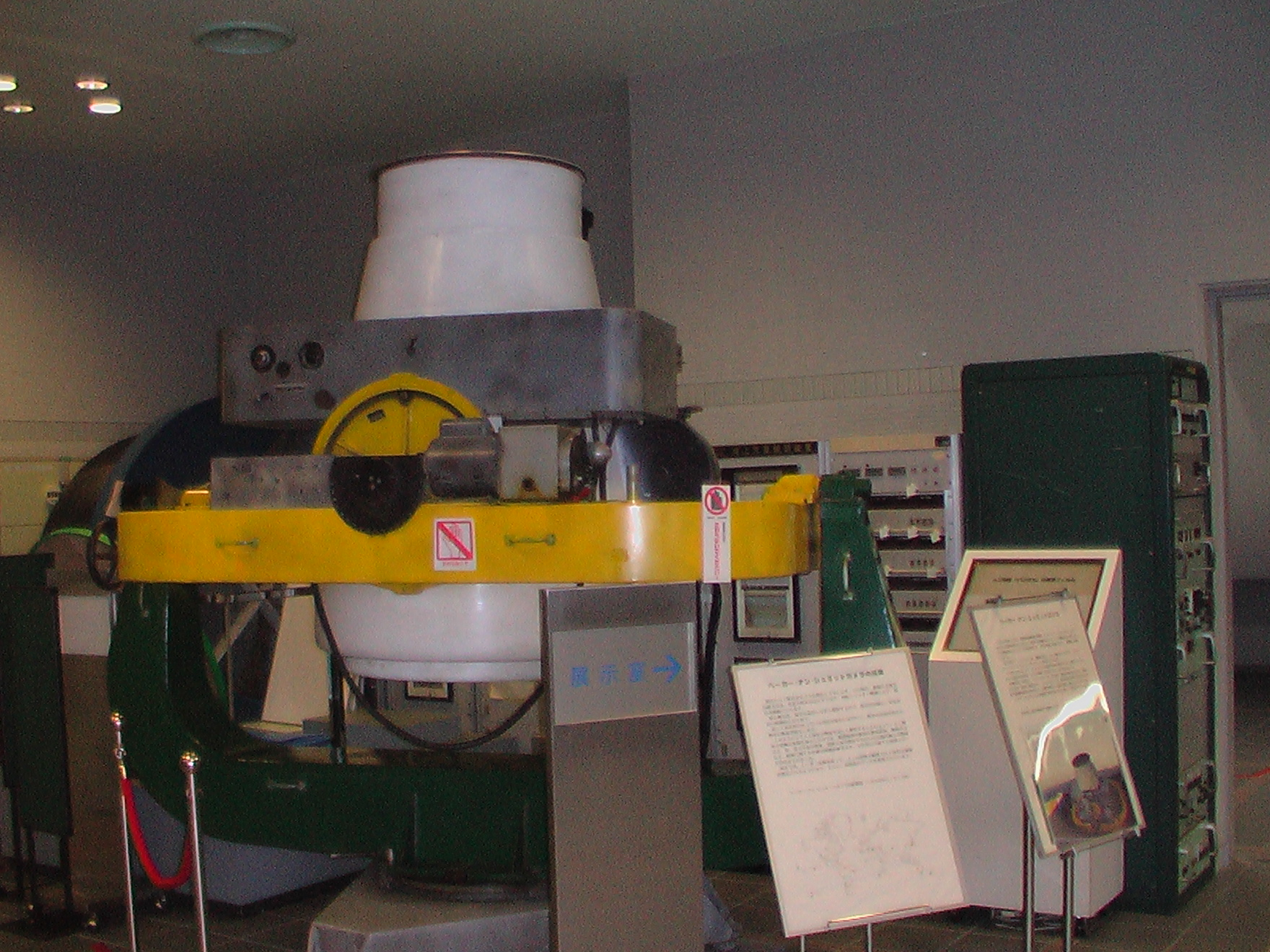
Baker-Nunn-Kamera

James Gilbert Baker (* 11. November 1914 in Louisville, Kentucky, USA; † 29. Juni 2005 in Bedford, New Hampshire, USA) war ein US-amerikanischer Astronom und Optiker. Er war der Entwickler der Satellitenkamera Baker-Nunn und anderer optischer Systeme für die Luft- und Raumfahrt.

## Leben
Nach einjährigem Dienst im Zweiten Weltkrieg promovierte er 1942 am Harvard College Observatory in Astronomie und prüfte und entwarf Objektive für Luftbildkameras der Armee und für Remote Sensing. Einer seiner Vorgesetzten in der U.S. Army bezeichnete ihn als „the most versatile optical designer known to this command.“
Nach 1945 arbeitete Baker für das Air Force Photographic Laboratory, für Perkin-Elmer, Eastman Kodak und schließlich an der Boston University (Optical Research Laboratory, BUORL). Ab 1955 entwickelte er fast alle Objektive der US-Luftaufklärung. Neben den Kamerasystemen der U-2 war er auch für die Optik der Samos-Satelliten verantwortlich. Für die NASA entstand 1966–67 eine spezielle Version der Samos-Kamera zur fotografischen Erkundung des Mondes und der Auswahl der Apollo-Landeplätze.
In den 1950er-Jahren wandte sich Dr. Baker auch rein astronomischen Themen zu und publizierte über Schmidt-Cassegrain-Teleskope und eine Super Schmidt-Kamera für die Beobachtung von Meteoren. Gemeinsam mit dem Mechaniker Joseph Nunn entwickelte er 1957 die Baker-Nunn-Kamera, deren mehrachsiges System erstmals den Satelliten nachgeführt werden sollte. Die Optik entstand mit Computer-Unterstützung, was damals eine Pionierarbeit darstellte.
Die „Baker-Nunn“ war ein Beitrag des Smithsonian Astrophysical Observatory (SAO) für das IGY 1957/58 (Internationales Geophysikalisches Jahr) und diente zur Bahnbestimmung der ersten russischen und US-Satelliten, beginnend bereits mit Sputnik 1 und der Explorer-Serie.
Durch die lichtstarke Optik (1:1, 50 cm), die Technik der Filmanpressung und die Nachführung war die Kamera extrem genau und konnte Satelliten sogar jenseits der freiäugigen Sichtbarkeit (schwächer als Sterne 6. Größe) verfolgen. Etwa 20 dieser tonnenschweren Kameras wurden hergestellt und dienten neben der Bahnbestimmung des Differential-Orbit-Improvement-Programms (DOI) des SAO auch der Satellitengeodäsie. Bereits zu Beginn der 1960er-Jahre wurde das Projekt eines Weltnetzes erprobt, das mit einem Dutzend global verteilten Satellitenstationen die Genauigkeit einiger Meter erreichte – damals ein Qualitätssprung für die Erdmessung um fast den Faktor 10.

## Ehrungen und Mitgliedschaften
- 1946 wurde Baker in die American Academy of Arts and Sciences gewählt.[1]
- 1948 erhielt er die Medal for Merit, damals die höchste zivile Auszeichnung der USA.
- 1952 Magellanic Premium[2]
- 1965 wurde er in die National Academy of Sciences gewählt.
- 1970 wurde er gewähltes Mitglied der American Philosophical Society.[3]
- 1984 wurde der Asteroid (2549) Baker nach ihm benannt.[4]